# Słownik staropolski
Słownik staropolski – polsko-łaciński słownik języka staropolskiego obejmujący cały zasób słów zapisanych w średniowieczu czerpanych ze źródeł, które zachowały się do czasów współczesnych. Obejmuje tylko słownictwo polskie zapisane rękopiśmiennie w XIV oraz XV wieku przed wynalezieniem druku. Opracowany został w latach 1953–2002 przez członków Polskiej Akademii Umiejętności oraz Instytutu Języka Polskiego Polskiej Akademii Nauk. Zawiera około 23 tys. haseł .

## Historia

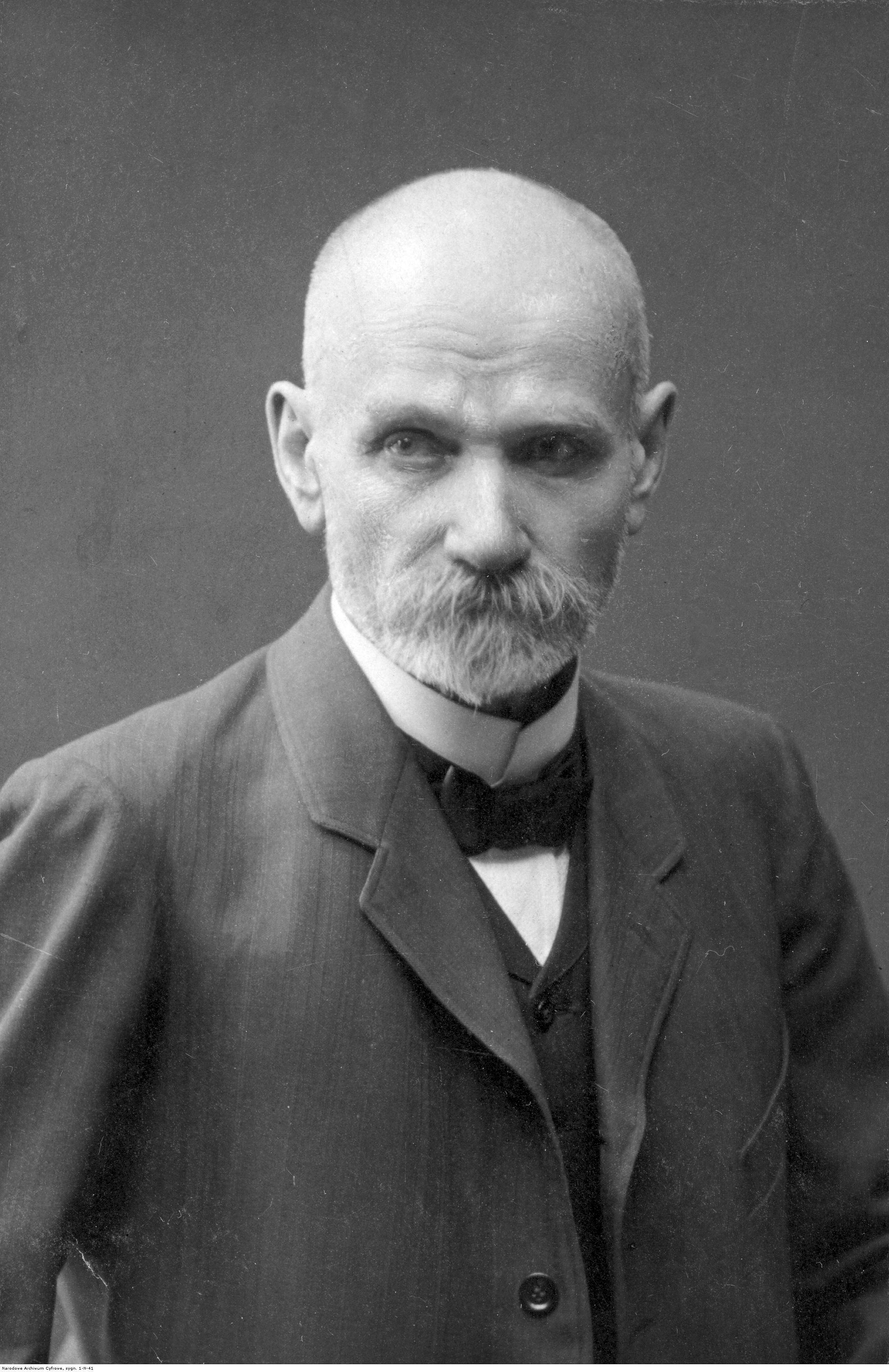
Jeden z pionierów prac nad materiałami do słownika – Jan Niecisław Baudouin de Courtenay

Polski słownik języka staropolskiego opracowywany był niemal 130 lat. Pomysł napisania go pojawił się jeszcze pod zaborami Polski w 1873 roku na pierwszym posiedzeniu Wydziału Filologicznego Polskiej Akademii Umiejętności. Podjęto wówczas pierwsze prace przygotowawcze polegające na gromadzeniu wypisów z historycznych źródeł. Uczestnicy tego projektu zderzyli się jednak z barierą polegającą na niepełnym opracowaniu przez historyków oraz językoznawców materiałów źródłowych. Nie zdołali również wypracować spójnej koncepcji dzieła i ten prekursorski projekt upadł .
Projekt stworzenia wielkiego słownika staropolszczyzny próbował zrealizować także Jan Karłowicz. Pracę udało się zrealizować w niedoskonałym kształcie. Zebrane słownictwo opierało się na notatkach przygotowanych do Słownika staropolskiego przez A. Semenowicza, ale ostatecznie jego praca weszła w treść tzw. Słownika warszawskiego wydanego dwukrotnie w latach 1916 i 1938. Dzieło to przedstawiało jedynie słownictwo z XV wieku w niepełnym oraz niedokładnym opracowaniu .
W 1920 w Warszawie wydawnictwo Michała Arcta opublikowało liczący 27 tys. wyrazów dwutomowy Słownik staropolski opracowany przez Antoniego Krasnowolskiego oraz Władysława Niedźwiedzkiego. Słownik ten miał jednak charakter popularyzatorski i nie spełniał kryteriów naukowych. Pomijał zupełnie terminy naukowe i techniczne, oraz unikał przytaczania przykładów, aby zbytecznie nie rozszerzać ram książki. Materiał językowy zaczerpnięty został z Wielkiego Słownika języka polskiego zwanego popularnie „Słownikiem warszawskim” zredagowanym przez Jana Karłowicza, Adama Antoniego Kryńskiego oraz Władysława Niedźwiedzkiego .
Jeżeli chodzi o naukowe opracowania języka staropolskiego to przełomem okazała się instrukcja opracowana w 1895 roku przez Jana Baudouina de Courtenay. Dokonał on opracowania leksykalnego Psałterza floriańskiego oraz ułożył plan opisania zabytków średniowiecznych objętych tym słownikiem. Metodę opracowaną przez Courtenaya, który w 1900 roku opuścił Kraków, rozwinęli później inni polscy językoznawcy. W grudniu 1902 roku redakcję słownika staropolskiego objął Jan Łoś, który wraz z młodszymi pracownikami prowadził prace mające na celu przygotowanie materiałów do prac nad słownikiem. Opublikował on w 1915 roku w Krakowie Przegląd zabytków językowych obejmujący najstarsze zabytki rękopiśmienne języka polskiego . Łoś kierował pracą nad słownikiem aż do swojej śmierci w 1928 roku, a po nim kontynuowali ją Kazimierz Nitsch oraz Henryk Oesterreicher. Obaj opracowali w okresie międzywojennym większość najważniejszych zabytków, jednak przystąpienie do prac redakcyjnych przerwał wybuch II wojny światowej .
Prace nad słownikiem trwały konspiracyjnie w czasie niemieckiej okupacji ziem polskich w latach 1939–1945. Polskim naukowcom pod patronatem Biblioteki Jagiellońskiej udało się ochronić przed zniszczeniem przez Niemców przygotowane materiały językowe, część najważniejszych zabytków oraz opracowane katalogi, które okupanci przeznaczyli do wyrzucenia na śmietnik. Utworzony został zespół naukowców, w którego skład weszli, oprócz prof. Nitscha, Wanda Namysłowska oraz pracownicy Biblioteki Jagiellońskiej Franciszek Sławski, Wanda Żurowska oraz Stanisław Urbańczyk. W 1944 przygotowali oni indeks liczący 1311 stron opisujący posiadane materiały, który skopiowano fotograficznie i wraz z oryginałem ukryto w różnych miejscach Krakowa na wypadek zniszczenia głównego zbioru. Zapobiegliwość ta okazała się szczęśliwie zbędna, ponieważ Kraków nie odniósł większych zniszczeń podczas działań wojennych .
Po zakończeniu wojny rozpoczęto kontynuację projektu, który w 1953 roku zaowocował publikacją pierwszego zeszytu słownika staropolskiego. Prace nad nim trwały w latach 1953–2002 i jest on jedynym w Polsce ukończonym historycznym projektem językowym  .

## Komitet redakcyjny
W okresie powojennym w latach 1953–2002 pracowali nad nim naukowcy z krakowskiej Pracowni Słownika Staropolskiego (do 1973 nazywała się po prostu Pracownia) . Początkowo przewodniczącym komitetu redakcyjnego był Kazimierz Nitsch (1874–1958), którego zastąpił na tym stanowisku Stanisław Urbańczyk (1909–2001). Po jego śmierci zespołem kierował Wacław Twardzik.
Słownik staropolski jest dziełem zbiorowym. Materiał opracowało wielu wybitnych polskich językoznawców i historyków. Nad słownikiem pracował zespół redakcyjny liczący w sumie 31 osób w tym m.in.: Jan Baudouin de Courtenay (1845–1929), Lucjan Malinowski (1839–1898), Jan Łoś (1860–1928), Kazimierz Nitsch, Henryk Oesterreicher (1892–1942), Zenon Klemensiewicz (1891–1969) oraz Stanisław Urbańczyk .

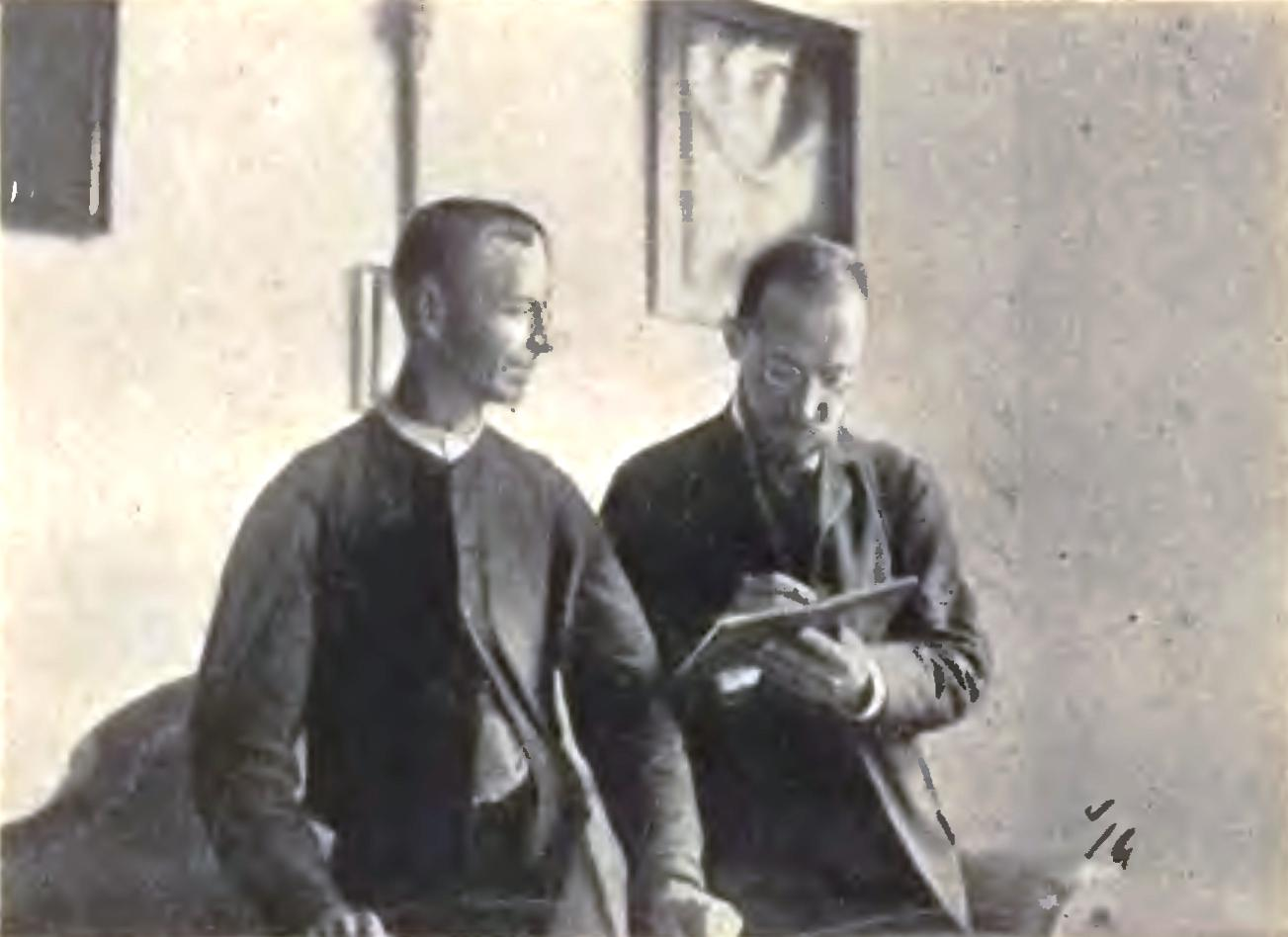
Kazimierz Nitsch
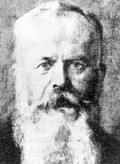
Lucjan Malinowski
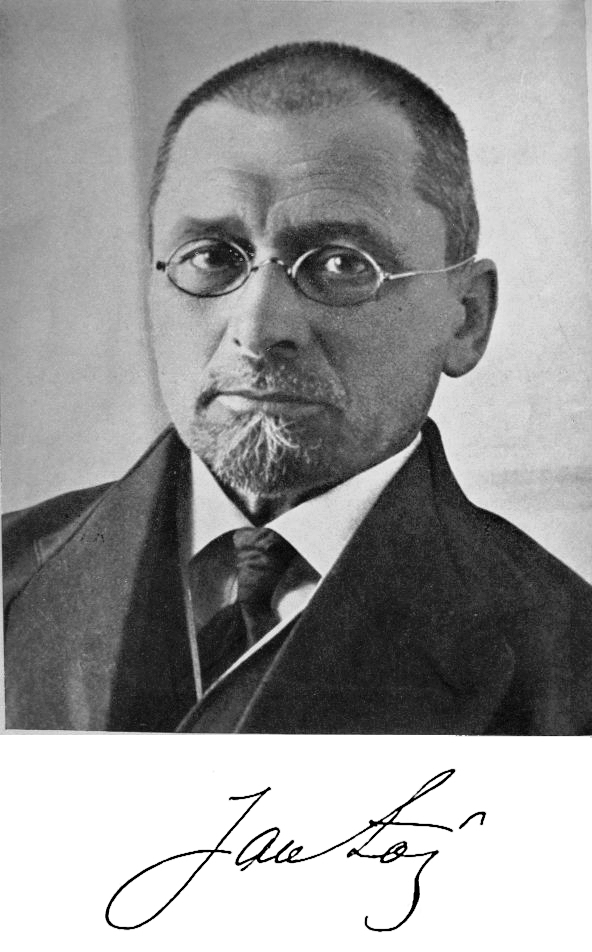
Jan Łoś
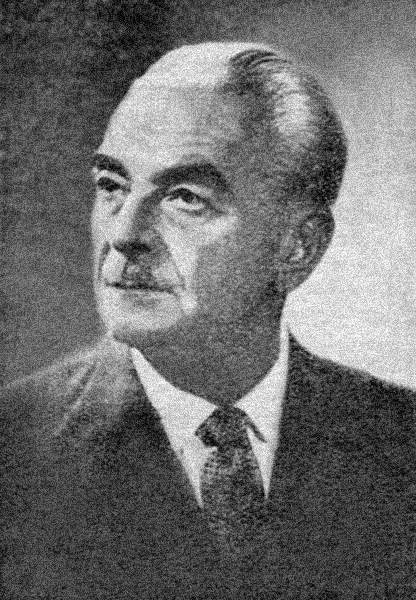
Zenon Klemensiewicz

## Treść
Słownik obejmuje słownictwo staropolskie, dla którego twórcy przyjęli ramy chronologiczne od czasów najstarszych aż do roku 1500. Granica ta jest jednak umowna, ponieważ wiele z zachowanych zabytków piśmiennictwa nie jest datowana i historycy mieli wówczas problem z zakwalifikowaniem ich do konkretnej epoki. Część tekstów zachowała się również jedynie w późniejszych odpisach oraz kopiach z wieków nowszych .

## Materiały źródłowe
W 1935 roku wykaz źródeł do opracowania słownika staropolszczyzny wynosił w sumie 12 pozycji. W 1953, w momencie wydania 1. zeszytu słownika, wykaz ten liczył już 245 źródeł. W 2002 roku w momencie zakończenia publikacji lista źródeł liczyła 748 pozycji, która w 2014 w momencie publikacji suplementu poszerzyła się o kolejne 18 źródeł. Daje to łączną sumę 766 materiałów źródłowych. Liczba ta byłaby większa, gdyby oznaczone zostały wszystkie jednostkowe materiały użyte do prac nad tym słownikiem. Podana liczba jest bowiem jedynie liczbą użytych skrótów. Pod wieloma z nich kryją się zasoby archiwalne zawierające od kilku do kilkudziesięciu wydanych rękopisów .
Słownik zawiera słownictwo rękopiśmienne, które w większości zostało ogłoszone drukiem do momentu jego opublikowania. Dzięki dygitalizacji suplement do słownika wydany w 2014 zawiera także materiał językowy z rękopisów wcześniej nie publikowanych. Historycy i językoznawcy w pracach nad Słownikiem staropolskim wykorzystali szereg materiałów oraz dokumentów źródłowych z XIV i XV wieku opublikowanych w opracowaniach naukowych w tym  :
- Najdawniejsze księgi sądowe mazowieckie 3 tomy wydane przez Towarzystwo Naukowe Warszawskie opracowane w dwudziestoleciu międzywojennym przez Kazimierza Tymienieckiego,
- Akta radzieckie poznańskie 2 tomy, Wydawnictwa Źródłowe Komisji Historycznej opracowane przez Kazimierza Kaczmarczyka,
- Cracovia artificum, Jana Ptaśnika,
- wydawnictwa akt miejskich lwowskich, przemyskich, lubelskich, warszawskich i innych,
- Zapiski sądowe warszawskie, wyd. przez Władysława Kuraszkiewicza i Adama Wolffa,
- Starodawne prawa polskiego pomniki, 2 tomy, Antoniego Zygmunta Helcela,
- Biblia królowej Zofii,
- Kazania świętokrzyskie,
- Psałterz floriański.

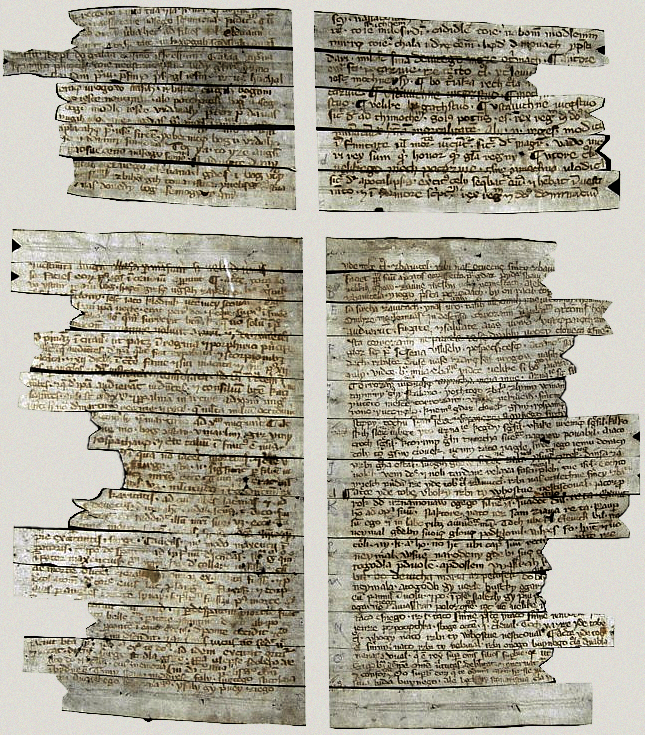
Kazania świętokrzyskie koniec XIII lub pocz. XIV wieku
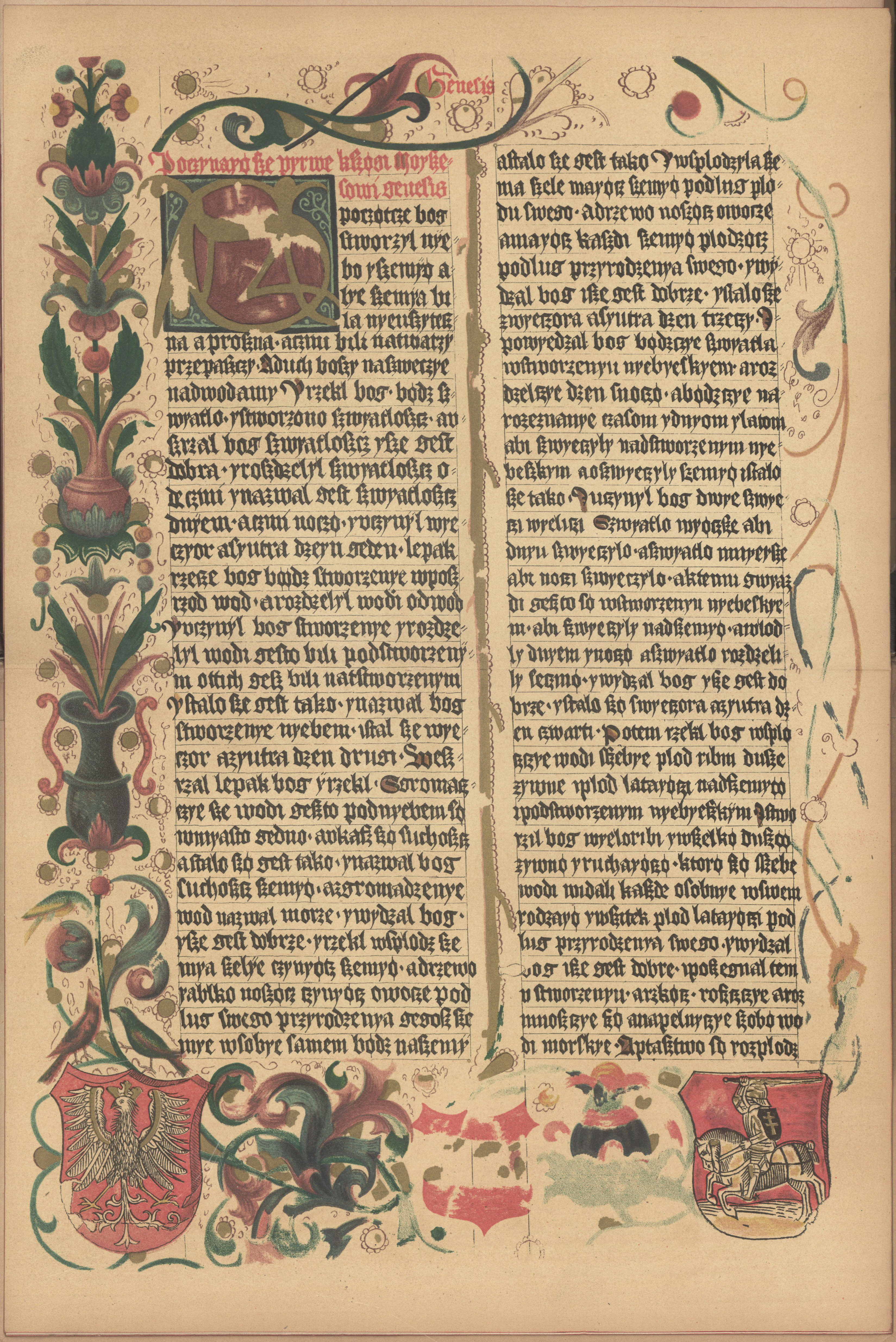
XIX-wieczna reprodukcja Biblii królowej Zofii 1453–1455
Psałterz floriański przełom XIV/XV w.
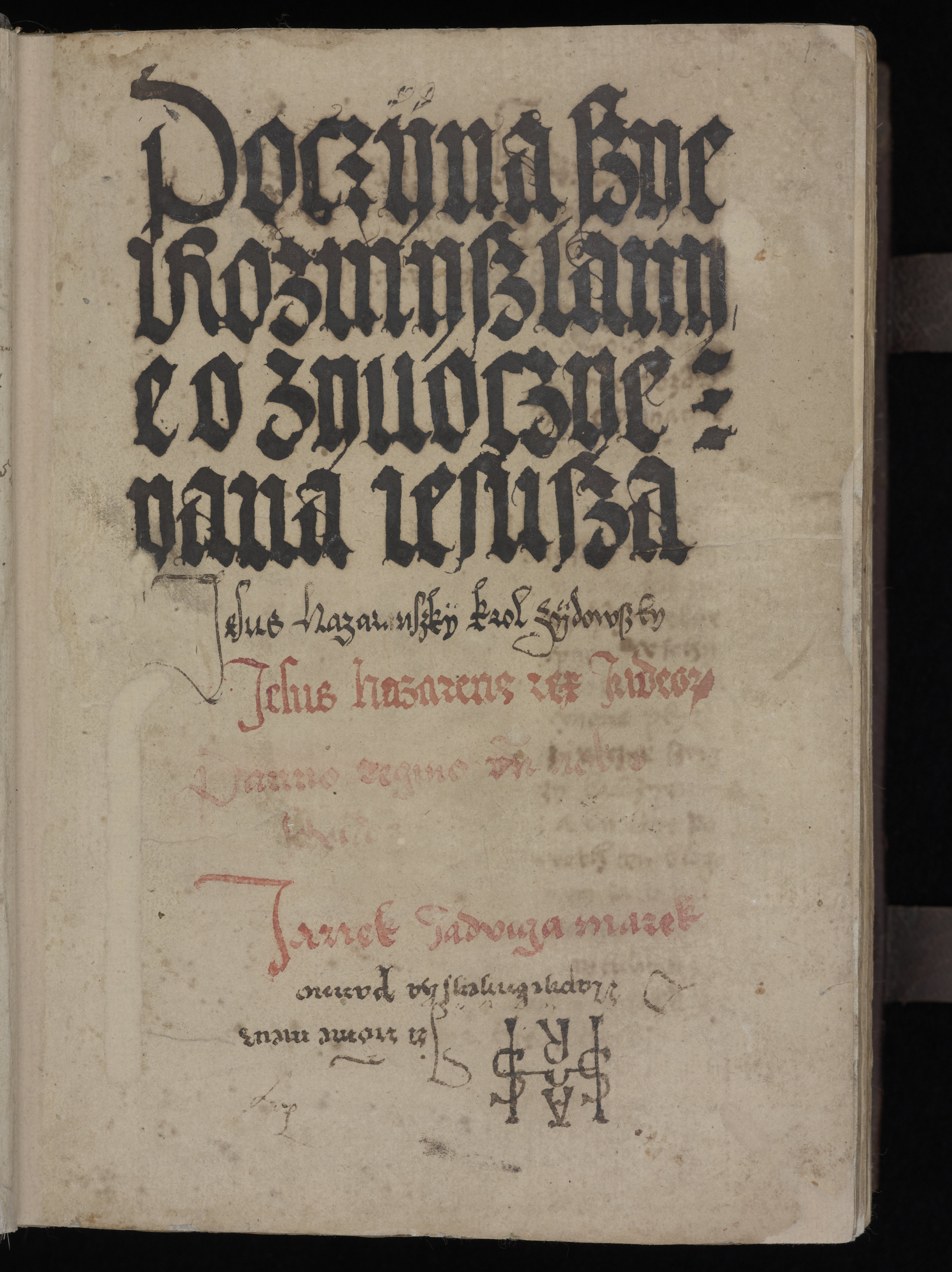
Rozmyślanie przemyskie, odpis z ok. 1500

## Opinie i uznanie
W 1953 roku przez Stanisława Urbańczyka uznany został za najważniejszy polski projekt językowy ostatnich 150 lat .
W 1952 roku przewodniczący komitetu redakcyjnego słownika Kazimierz Nitsch ocenił: Słownik staropolski nie jest tylko zwykłą, choćby najcelniejszą publikacją naukową – jest także historycznym pomnikiem naszej kulturalnej samodzielności .

## Wydania
Słownik staropolski początkowo planowany był jako publikacja 4–5 tomowa, a każdy tom miał ukazywać się w 5 pięcioarkuszowych zeszytach wydawanych w półrocznych odstępach . Ostatecznie każdy tom ukazywał się w 6 lub 7 zeszytach, po dwa rocznie, tworząc w sumie 11 tomów złożonych z 76 zeszytów. Wydane tomy oraz zeszyty:
- t. 1, A – Ć, Warszawa, 1953–1955
  - zeszyt 1, A – Ażeć, 1953
  - zeszyt 2, Ba – Boleść, 1953
  - zeszyt 3, Boleść – Bystry, 1954
  - zeszyt 4, Bystry – Ciec, 1954
  - zeszyt 5, Ciec – Czeluść, 1955
  - zeszyt 6, Czeluść – Ćwirtnia, 1955
- t. 2, D – H, Wrocław – Kraków – Warszawa, 1956–1959
  - zeszyt 7, Da – Dobrowolny, 1956
  - zeszyt 8, Dobrowolny – Doświadczyć, 1956
  - zeszyt 9, Doświadczyć – Dworny, 1957
  - zeszyt 10, Dworowy – Dziewica, 1957
  - zeszyt 11, Dziewica – Gdyż, 1958
  - zeszyt 12, Gdyż – Górny, 1958
  - zeszyt 13, Górny – Hynszta, 1959
- t. 3, I – K, Wrocław – Kraków – Warszawa, 1960–1962
  - zeszyt 14, I – Ja, 1960
  - zeszyt 15, Ja – Jen, 1960
  - zeszyt 16, Jen – Karać, 1961
  - zeszyt 17, Karać – Kołowrót, 1961
  - zeszyt 18, Kołowrót – Królewski, 1962
  - zeszyt 19, Królewski – Kwitować, 1962
- t. 4, L – M, Wrocław – Warszawa – Kraków, 1963–1965
  - zeszyt 20, La – Ludzki, 1963
  - zeszyt 21, Ludzki – Marcha, 1963
  - zeszyt 22, Marcha – Mieszkać, 1964
  - zeszyt 23, Mieszkać – Modlitwa, 1964
  - zeszyt 24, Modlitwa – Mżyć, 1965
  - zeszyt 25, Na – Naporliwy, 1965
- t. 5, N – Ó, Wrocław – Warszawa – Kraków, 1965–1969
  - zeszyt 26, Naporliwy – Niechać, 1966
  - zeszyt 27, Niechać – Nieść, 1966
  - zeszyt 28, Nieść – Oberman, 1967
  - zeszyt 29, Oberman – Obyknąć, 1967
  - zeszyt 30, Obyknąć – Odpoczywać, 1968
  - zeszyt 31, Odpoczywać – Okraszać, 1968
  - zeszyt 32, Okraszać – Osiadły, 1969
  - zeszyt 33, Osiadły – Ówdzie, 1969
- t. 6, P – Pożżenie, Wrocław – Warszawa – Gdańsk, 1970–1973
  - zeszyt 34, Pacha – Pica, 1970
  - zeszyt 35, Pica – Płaszcz, 1970
  - zeszyt 36, Płaszcz – Podfutrowanie, 1971
  - zeszyt 37, Podfutrowanie – Pokolenie, 1971
  - zeszyt 38, Pokolenie – Podarować, 1972
  - zeszyt 39, Podarować – Poświęcić, 1972
  - zeszyt 40, Poświęcować – Pożżenie, 1973
- t. 7, Póć – Rozproszyć, Wrocław – Warszawa – Kraków – Gdańsk, 1973–1977
  - zeszyt 41, Póć – Przaśnice, 1973
  - zeszyt 42, Przaśnice – Przepamiętać, 1974
  - zeszyt 43, Przepamiętać – Przychód, 1974
  - zeszyt 44, Przychód – Przypowiedzieć, 1975
  - zeszyt 45, Przypowiedzieć – Puszcza, 1975
  - zeszyt 46, Puszcza – Rodzić, 1976
  - zeszyt 47, Rodzić – Rozproszyć, 1976
- t. 8, Rozpróchnieć – Szyszki, Wrocław – Warszawa – Kraków – Gdańsk – Łódź, 1977–1981
  - zeszyt 48, Rozpróchnieć – Rzec, 1977
  - zeszyt 49, Rzec – Siadać, 1978
  - zeszyt 50, Siadać – Skociec, 1978
  - zeszyt 51, Skociec – Smętek, 1980
  - zeszyt 52, Smętek – Stać, 1980
  - zeszyt 53, Stać – Stryj, 1981
  - zeszyt 54, Stryj – Szyszki, 1981
- t. 9, Ściadły – Używowanie, Wrocław – Warszawa – Kraków – Gdańsk – Łódź, 1982–1987
  - zeszyt 55, Ściadły – Taczka, 1982
  - zeszyt 56, Taczka – Tłoka, 1982
  - zeszyt 57, Tłoka – Twój, 1983
  - zeszyt 58, Twój – Uczynić, 1985
  - zeszyt 59, Uczynić – Upomionąć, 1987
  - zeszyt 60, Upomionąć – Używowanie, 1987
- t. 10, W – Wżgim, Kraków, 1988–1993
  - zeszyt 61, W – Wesele, 1988
  - zeszyt 62, Wesele – Wieli, 1989
  - zeszyt 63, Wieli – Wjechać, 1990
  - zeszyt 64, Wjechać – Wronię, 1991
  - zeszyt 65, Wronka – Wszytek, 1992
  - zeszyt 66, Wszytek – Wyjść, 1992
  - zeszyt 67, Wyjść – Wysługa, 1993
  - zeszyt 68, Wysługa – Wżgim, 1993
- t. 11, Z – Ż, Kraków, 1995–2002
  - zeszyt 69, Z – Zagumnie, 1995
  - zeszyt 70, Zagumnie – Zapowiadanie, 1996
  - zeszyt 71, Zapowiadanie – Zawity, 1997
  - zeszyt 72, Zawity – Zeskwarzyć, 1998
  - zeszyt 73, Zeskwarzyć – Złosyństwo, 1999
  - zeszyt 74, Złosyństwo – Zrządzić, 2000
  - zeszyt 75, Zrządzić – Żąć, 2001
  - zeszyt 76, Żąć – Żżenie, 2002

W 2014 roku Instytut Języka Polskiego PAN wydał uzupełnienie tego słownika pt. Słownik staropolski suplement cz. I pod redakcją Ewy Deptuchowej. W pracy nad tym suplementem, dzięki dygitalizacji, wykorzystano również oryginalne, średniowieczne rękopisy .
- Suplement cz. I, A – Ż, 1150 haseł, Kraków 2014

### Dodatkowe publikacje do Słownika staropolskiego
Pracownia Języka Staropolskiego opublikowała także dodatkowe materiały naukowe do Słownika staropolskiego:
- Opis źródeł Słownika staropolskiego, Kraków 2005 – zawiera pełny alfabetyczny spis skrótów źródeł wykorzystanych w Słowniku, a także informacje o autorach i pisarzach, datowaniu rękopisów, o rodzaju materiału językowego, danych bibliograficznych, wydaniach, proweniencji, miejscu przechowywania, sygnaturze źródeł itp.[7] ,
- Indeksy do Słownika staropolskiego, Kraków 2007[8] ,
- Indeksy do Opisu Słownika staropolskiego, Kraków 2011[9] .